# Andrus Ansip
Andrus Ansip (Tartu, 1956. október 1. –) észt politikus, az Észt Reformpárt korábbi vezetője, 2005. április 12. és 2014. március 26. között Észtország miniszterelnöke. 2014. november 1-től 2019 július 1-jéig az Európai Bizottság egységes digitális piacért felelős európai biztosa volt.

## Élete
Tartuban született, és ott végezte tanulmányait is. Kémikusnak készült, ám később politikai pályára lépett. 1998-ban megválasztották a város polgármesterének, ami jelentős előrelépésnek számított a politikai karrierjében, mivel Tartu Észtország második legnagyobb városa. Belépett az 1994-ben alapított Észt Reformpártba. 2004-ben lemondott hivataláról, mivel az előző miniszterelnök lemondott. 2005-ben lett Észtország miniszterelnöke. 2007. március 4-én óriási többséggel újraválasztották. Ansip több díjat is kapott.